# Aya Cash
Aya Rachel Cash (San Francisco, 13 juli 1982) is een Amerikaans actrice.

## Biografie
Cash is een dochter van Eugene Cash en schrijfster Kim Addonizio en een kleindochter van vijfvoudig grandslamwinnares Pauline Betz. Ze maakte in 2006 haar acteerdebuut met een eenmalige gastrol als Janine Lesko in de televisieserie Law & Order. Hierna volgden gastrollen in onder meer Law & Order: Criminal Intent en Brotherhood, waarna ze in 2007 te zien was in de televisiefilm Spellbound. Haar debuut op het witte doek volgde in 2008, als Olga in Off Jackson Avenue.
Cash kreeg in 2011 voor het eerst een terugkerende rol. Dat jaar was ze te zien als Callie in alle dertien afleveringen van de komedieserie Traffic Light. Ze kreeg in 2014 een hoofdrol als de cynische, met klinische depressie kampende Gretchen Cutler in de tragikomische televisieserie You're the Worst. Hiervoor werd ze in 2016 genomineerd voor onder meer een Critics Choice Television Award en een Television Critics Association Award.
Cash trouwde in 2012 met acteur en documentairemaker Josh Alexander, met wie ze daarvoor al zeven jaar samen was. Ze speelden samen in de tragikomedie The Bits in Between, die Alexander ook (mede) schreef.

## Filmografie
*Exclusief televisiefilms
- Brand New Old Love (2018)
- Social Animals (2018)
- Game Over, Man! (2018)
- Mary Goes Round (2017)
- Village People (2017)
- Loitering with Intent (2014)
- The Wolf of Wall Street (2013)
- Begin Again (2013)
- The Happy House (2013)
- Sleepwalk with Me (2012)
- The Oranges (2011)
- The Bits in Between (2009)
- Winter of Frozen Dreams (2009)
- Deception (2008)
- Off Jackson Avenue (2008)

## Televisieseries
*Exclusief eenmalige gastrollen
- Fosse/Verdon - Joan Simon (2019, zes afleveringen)
- You're the Worst - Gretchen Cutler (2014-2019, 62 afleveringen)
- Easy - Sherri (2016-2019, vier afleveringen)
- The Walker - ... (2015, twee afleveringen)
- We Are Men - Claire (2013, vijf afleveringen)
- The Newsroom - Shelly Wexler (2013, drie afleveringen)
- Traffic Light - Callie (2011, dertien afleveringen)

- Bibsys: 1602158143179
- Gemeinsame Normdatei: 126659583X
- Library of Congress Control Number: no2010059444
- Virtual International Authority File: 120537861
- WorldCat: E39PBJtmxjchg4X4h9mkm7mTpP